# Руйе, Андре
Андре́ Руйе́ (фр. André Rouillé; 1948, Франция — май 2025) — французский специалист по истории и теории фотографии, критик, профессор кафедры изобразительного искусства университета Париж 8, исследователь художественных и теоретических аспектов фотографии, создатель и главный редактор франкоязычного интернет-портала о современном искусстве www.paris-art.com.

## Биография
В 1980 году Андре Руйе, будучи профессором математики, защитил докторскую диссертацию по истории в университете Франш-Конте.
Его исследование повлияло на представления о возникновении фотографии. Все предыдущие работы на эту тему рассматривали фотографию либо как случайное открытие, либо как новый этап закономерного развития традиционного искусства.
Андре Руйе первым обратил внимание на соответствие места (в экономическом, социальном, символическом, эстетическом, механическом и химическом планах), занимаемого фотографией в середине XIX века, аспектам, способствовавшим доминированию индустриального общества и нарождавшейся буржуазии.
На основе диссертации Руйе выпустил две книги: «Империя фотографии, 1839—1870» (L’Empire de la photographie, 1839—1870), 1982 и антология «Фотография во Франции, 1816—1871» (La Photographie en France, 1816—1871. Textes et controverses), 1989.
В 1986 году Руйе стал главным редактором обозрения «Исследование фотографии» (La recherche photographique), которое выходило вплоть до 1997 года.
В 2002 году Руйе создал крупнейший на данный момент франкоязычный портал www.paris-art.com, посвящённый современному искусству и культуре.
В 2012 году Руйе приезжал в Россию в составе жюри международного конкурса городской фотографии «Фотограффити».
Андре Руйе преподавал на факультете «Искусство, эстетика и философия» университета Париж 8, руководил магистерской программой «Фотография и современное искусство» и аспирантурой «Пластические искусства: Фотография», а также активно выступал на конференциях и семинарах.
9 мая 2025 года было объявлено о смерти Руйе.

## Избранная библиография
- Rouillé A. L'Empire de la photographie : photographie et pouvoir bourgeois 1839-1870. — Paris: Le Sycomore, 1982. — 214 с.
- Rouillé A. Le Corps et son image : photographies du dix-neuvième siècle. — Paris: Contrejour, 1986. — 142 с.
- Rouillé A. Histoire de la photographie. — Paris: Bordas, 1986. — 286 с.
- Rouillé A. La Photographie en France 1816-1871, textes et controverses : une anthologie. — Paris: Macula, 1989. — 512 с.
- Rouillé A. Jean-Charles Langlois. La photographie, la peinture, la guerre. Correspondance inédite de Crimée. 1855-1856. — Nîmes: Jacqueline Chambon, 1992. — 312 с.
- Rouillé A. Nadar : correspondance 1820-1851. — Nîmes: Jacqueline Chambon, 1999. — 396 с.
- Rouillé A. La Photographie, entre document et art contemporain. — Paris: Gallimard, 2005. — 704 с.

### На русском языке
- Руйе А. Фотография. Между документом и современным искусством. — СПб.: Клаудберри, 2014. — 712 с.